# 太閤山
太閤山（たいこうやま）は、富山県射水市の旧小杉町域の南に広がっている丘陵地帯、および、その一帯の地名である。現行行政地名は太閤山一丁目から太閤山九丁目。郵便番号は939-0362。

## 概要
後に「太閤」と呼ばれた豊臣秀吉（当時は羽柴秀吉）が1585年（天正13年）に富山城の佐々成政を攻めた際（富山の役）に、この地域に陣を張った（太閤山陣所）ことに由来する。太閤山西端には、薬勝寺池と日宮城があり、当時の交通の要所だった。他に、秀吉が陣を張った際に味方の士気を高めるために相撲の大会を開き、その時の相撲場が今の太閤山相撲場であるとも言われている。その名残として現在も、太閤山を中心として射水市小杉地区は県内で最も小学生相撲（わんぱく相撲）が盛んである。
1964年頃からは、太閤山北部が当時の吉田実知事により太閤山住宅団地として開発され、富山市や高岡市などのベッドタウンとなった（後に詳説する）。
1980年に、太閤山住宅団地の南に太閤山ランドが開園し、富山県の置県100周年を記念し開かれたにっぽん新世紀博覧会の主要会場となった。太閤山ランドは、1992年のジャパンエキスポ富山の会場にもなっている。

## 世帯数と人口
2018年（平成30年）3月31日現在の世帯数と人口は以下の通りである。
| 丁目         | 世帯数  | 人口    |
| ------------ | ------- | ------- |
| 太閤山一丁目 | 265世帯 | 504人   |
| 太閤山三丁目 | 118世帯 | 303人   |
| 太閤山四丁目 | 66世帯  | 174人   |
| 太閤山五丁目 | 65世帯  | 178人   |
| 太閤山六丁目 | 53世帯  | 130人   |
| 太閤山七丁目 | 112世帯 | 309人   |
| 太閤山八丁目 | 78世帯  | 162人   |
| 太閤山九丁目 | 103世帯 | 232人   |
| 計           | 860世帯 | 1,992人 |

## 小・中学校の学区
市立小・中学校に通う場合、学区は以下の通りとなる。
| 丁目         | 番・番地等 | 小学校               | 中学校             |
| ------------ | ---------- | -------------------- | ------------------ |
| 太閤山一丁目 | 全域       | 射水市立太閤山小学校 | 射水市立小杉中学校 |
| 太閤山三丁目 | 全域       | 射水市立太閤山小学校 | 射水市立小杉中学校 |
| 太閤山四丁目 | 全域       | 射水市立太閤山小学校 | 射水市立小杉中学校 |
| 太閤山五丁目 | 全域       | 射水市立太閤山小学校 | 射水市立小杉中学校 |
| 太閤山六丁目 | 全域       | 射水市立太閤山小学校 | 射水市立小杉中学校 |
| 太閤山七丁目 | 全域       | 射水市立太閤山小学校 | 射水市立小杉中学校 |
| 太閤山八丁目 | 全域       | 射水市立太閤山小学校 | 射水市立小杉中学校 |
| 太閤山九丁目 | 全域       | 射水市立太閤山小学校 | 射水市立小杉中学校 |

## 太閤山ニュータウン
1962年、富山、高岡地区が新産業都市に指定され、県は開発の一環として新湊市（現射水市）の放生津潟を切り開き、富山新港を作った（1968年開港）。これにより周辺に大規模な工業団地が造成され、工場の従業員の家族のための住宅を確保する必要が生じた。また高度経済成長により県民所得が増加したため、工場関係者以外においてもより住みよい住宅に対する需要が高まった。これらを予見する形で、新産業都市指定以前の1960年ごろからニュータウンの建設計画が進められ、1964年ごろより順次太閤山地区に建設された。太閤山地区が選ばれた理由には、県東部・西部それぞれの中心都市である富山市・高岡市の中間に、また県全体で見ても中央部に位置することから、交通の便に恵まれている点が挙げられる。この太閤山ニュータウンは日本海側では有数の規模を誇る。

## 交通

### バス
- 射水市コミュニティバス

### 道路
- 富山県道9号富山戸出小矢部線
- 富山県道348号太閤山戸破線

この他、富山地方鉄道が子会社の加越能鉄道を通じて、太閤山を経由して富山と高岡を結ぶ鉄道を敷設しようとしていたが、大半の用地買収が完了した時点でモータリゼーションの進展など情勢の変化で、1971年に計画は中止された。

## 施設
- 射水警察署 太閤山交番
- 射水市 太閤山コミュニティセンター
- 射水市 太閤山浄化センター